# 上淀白鳳の丘展示館
上淀白鳳の丘展示館（かみよどはくほうのおかてんじかん）は、鳥取県米子市淀江町福岡の通称「伯耆古代の丘」に所在する資料館。史跡上淀廃寺跡のガイダンス施設である。米子市の施設で、管理・応接を委託する。
委託先は2011年4月から㈱白鳳。（2006年3月までは財団法人淀江町教育文化事業団から財団法人米子市教育文化事業団。2006年4月から2011年3月まで指定管理者制度によりエバー・中ビル共同企業体《㈱エバークリーンと㈱中国ビルサービスの企業体》であった。）

## 施設
- 第1展示室「上淀廃寺が建てられた背景」：旧石器時代（泉中峰遺跡出土旧石器）／縄文時代（鮒ヶ口遺跡・渡り上り遺跡出土品など）／弥生時代（角田遺跡・妻木晩田遺跡出土品など）／古墳時代（井手挾3号墳出土品など）／飛鳥時代（上淀廃寺跡出土品など）
- 第2展示室「金堂内を復元しうる壁画・塑像」：飛鳥時代（上淀廃寺跡出土壁画・塑像）
- 第3展示室「奈良時代以降の金堂」：金堂内部を復元
- 多目的室

## 主な展示

### 収蔵品
指定文化財

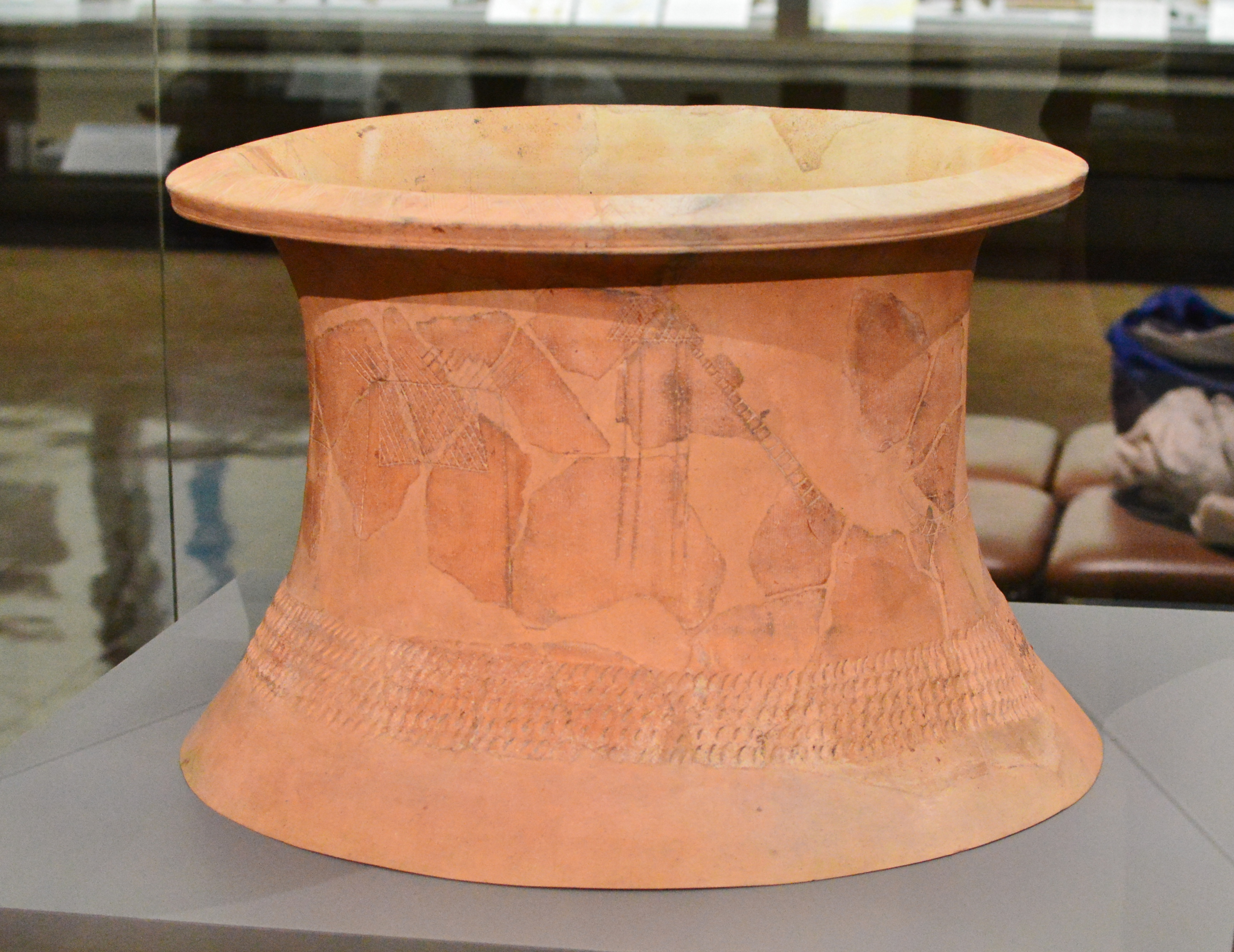
角田遺跡出土 絵画土器
（鳥取県指定保護文化財）岡山県立博物館の企画展示時に撮影。

- 角田遺跡出土絵画土器（弥生時代中期：県指定文化財）
- 井手挾3号墳出土形象埴輪（古墳時代中期：県指定文化財）
- 上淀廃寺跡出土壁画・塑像（飛鳥時代・奈良時代・平安時代県指定文化財）

その他
- 泉中峰遺跡出土ナイフ形石器（後期旧石器時代）
- 渡り上り遺跡出土遺物（縄文時代早期～前期）
- 妻木晩田遺跡出土遺物（弥生時代後期）

### その他
- 上淀廃寺跡金堂内部原寸大復元

## 利用案内
- 〒689-3411　鳥取県米子市淀江町福岡977-2
- 休館日：火曜日、祝日の翌日、年末年始（12月30日～1月4日）
- 開館時間：9:30～18:00（入館は17:30まで）
- 入館料：一般300円、高校生・大学生150円

## アクセス
- JR淀江駅よりどんぐりコロコロバスで10分、徒歩で20分
- JR米子駅よりタクシーで25分
- 米子インターチェンジより車で20分
- 米子空港よりタクシーで35分

## 沿革
- 昭和60年（1985年）9月 - 淀江町歴史民俗資料館開館。敷地面積は2,02 7m2、延床面積は348.25 m2。
- 平成17年（2005年）3月31日 - 市町村合併により米子市へ移管、米子市淀江歴史民俗資料館と改称。
- 平成23年（2011年）4月24日 - リニューアルオープン。展示室が増築され「上淀白鳳の丘展示館」に改称。